# Битка при Валенсия
Битката при Валенсия е френска атака срещу испанския град Валенсия на 26 юни 1808 г., в началото на Полуостровната война. Маршал Андре дьо Монси и френските войски не успяват да превземат града с щурм и отстъпват към Мадрид, оставяйки голяма част от Източна Испания непревзета и извън контрола на Наполеон.

## Въстанието
До лятото на 1808 г. големи части от Испания въстават срещу френските нашественици, но Наполеон вярва че, че е изправен срещу поредица от незначителни бунтове. Ето защо той нарежда от Мадрид да бъдат изпратени редица малки отряди, които да се справят с бунтовниците.
На маршал Дьо Монси е дадена колона от 9000 души, за да възстанови реда във Валенсия. Монси може да избира между два маршрута. По-дългия и бавен път минава през Алманса, докато по-краткия и бърз маршрут пресича планините на страната. Маршалът споделя вярването на Наполеон, че е бил изправен пред бунт на местна почва, и избира да поеме по планинския път.
Французите в действителност са изправени пред много по-голямо въстание против окупацията на Испания. Хунтата във Валенсия има на разположение 7000-на редовна войска и много по-голям брой доброволци, с които да се противопостави на французите. За щастие на Дьо Монси, командващият испанските сили очаква маршала да поеме по по-лесния маршрут, и оставя планинските проходи почти без защита. Маршалът успява да помете малките испански сили при река Кабриел (на 21 юни) и в дефилето Кабриляс (на 24 юни), пристигайки пред стените на Валенсия.